# Polski Chór Kameralny
Polski Chór Kameralny Schola Cantorum Gedanensis – polski zawodowy chór kameralny, mający status oficjalnej instytucji kultury miasta Gdańska. Należy do wąskiego grona światowej elity w pełni profesjonalnych chórów kameralnych. Założony w 1978 roku przez Ireneusza Łukaszewskiego, a od 1983 prowadzony przez jego brata Jana.  

## Repertuar
Repertuar chóru jest niezwykle obszerny – od muzyki a cappella po duże formy oratoryjne, operowe i symfoniczne. Zespół cieszy się opinią niezrównanego wykonawcy muzyki współczesnej, dokonał ponad 660 prawykonań, w tym dzieł takich kompozytorów jak m.in. Henryk Mikołaj Górecki, Wojciech Kilar, Marian Borkowski, Juliusz Łuciuk, Romuald Twardowski, Maciej Małecki, Krzesimir Dębski czy Krzysztof Penderecki. Swoje utwory dedykowali chórowi m.in. Wojciech Kilar, Augustyn Bloch, Krzysztof Meyer, Edward Pałłasz, Andrzej Koszewski, Krzysztof Penderecki czy Paweł Łukaszewski.  Polski Chór Kameralny brał także udział w eksperymentach muzycznych z muzyką lekką, jazzem, chanson, śpiewem gregoriańskim.

## Współpraca
Niezmienna od lat najwyższa jakość brzmienia Polskiego Chóru Kameralnego gwarantuje mu współpracę z najlepszymi światowymi orkiestrami (m.in. Sinfonia Varsovia, NOSPR, Academy of Ancient Music, Divino Sospiro, Neue Düsseldorfer Hofmusik, Concilium Musicum Wien, Akademie für Alte Musik Berlin, Venice Baroque Orchestra) oraz znakomitymi dyrygentami chóralnymi, wśród których wymienić należy Erica Ericsona, Uwe Gronostaya, Stephena Laytona.
Chór współpracował m.in. z następującymi polskimi orkiestrami filharmonicznymi i zagranicznymi zespołami:
- Sinfonia Varsovia
- NOSPR (Narodowa Orkiestra Symfoniczna Polskiego Radia)
- Filharmonia Bałtycka im. Fryderyka Chopina w Gdańsku
- Academy of Ancient Music (Wlk. Brytania)
- Akademie für Alte Musik Berlin (Niemcy)
- Venice Baroque Orchestra
- Neue Düsseldorfer Hofmusik
- zespół muzyki dawnej Sans Souci (Berlin)

## Festiwale i trasy koncertowe
Zespół był wielokrotnie zapraszany na międzynarodowe festiwale muzyczne, takie jak Warszawska Jesień, Wratislavia Cantans, Soundstreams, Muzyka w Starym Krakowie, Międzynarodowy Festiwal Muzyki Sakralnej „Gaude Mater”, Bydgoski Festiwal Muzyczny, Warszawskie Spotkania Muzyczne, a także do Salzburga, Drezna, Berlina i Tokio. Koncertował niemal w całej Europie, a także w USA, Kanadzie i Japonii. Podczas World Symposium on Choral Music w Rotterdamie zespół wystąpił w roli „oficjalnego chóru sympozjum”.
Polski Chór Kameralny występował również na jednej z największych scen muzyki współczesnej - Muziekgebouw aan 't IJ w Amsterdamie – w ramach festiwalu TENSO Days. Od 2016 roku zespół jest członkiem TENSO – Europejskiego Stowarzyszenia Profesjonalnych Chórów Kameralnych.
Polski Chór Kameralny jest organizatorem wielu projektów artystycznych, takich jak Dni Bachowskie, Międzynarodowy Festiwal Chopin w Gdańsku oraz Międzynarodowy Festiwal Mozartowski Mozartiana.

## Nagrania
Oprócz ponad 80 płyt CD, kaset magnetofonowych i video, z których wiele nominowanych było do nagród fonograficznych, Polski Chór Kameralny nagrywał także dla polskich i zagranicznych rozgłośni radiowych i stacji telewizyjnych, m.in. dla TVP (w tym komplet 68 offertoriów Giovanniego Pierluigiego da Palestriny). Jest jedynym na świecie zespołem posiadającym w swoim repertuarze wszystkie utwory na chór a cappella Krzysztofa Pendereckiego. W czerwcu 2017 ukazała się nagrana przez Polski Chór Kameralny pod dyrekcją Jana Łukaszewskiego najnowsza płyta z muzyką chóralną Pawła Łukaszewskiego.
Nagrania za granicą:
- Dutch Radio
- Bayerischer Rundfunk
- Hessischer Rundfunk
- Südwestrundfunk
- Sender Freies Berlin
- Westdeutscher Rundfunk
- ZDF (drugi kanał niemieckiej telewizji publicznej).

W 2013 Chór z towarzyszeniem szwajcarskiego zespołu instrumentalnego Musica Fiorita nagrał 55 motetów Andrzeja Hakenbergera (1574–1627) opracowanych przez Jana Węcowskiego. Dwupłytowy album z tą muzyką ukazał się w październiku 2018 w renomowanej firmie wydawniczej Naxos. W lutym 2018 nakładem DUX ukazała się płyta Jubilate z muzyką Ireneusza Łukaszewskiego, założyciela i pierwszego dyrygenta Chóru. W listopadzie zaś premierę miała płyta Polska muzyka chóralna z nierejestrowanymi wcześniej utworami Juliusza Łuciuka, Augustyna Blocha, Andrzeja Koszewskiego, Wojciecha Kilara, Edwarda Pałłasza, Krzysztofa Pendereckiego oraz Pawła Łukaszewskiego.
W związku z obchodzonym w 2018 roku jubileuszem 40-lecia zespołu pod koniec grudnia ukazała się jubileuszowa książka autorstwa Artura Matysa zatytułowana Polski Chór Kameralny Schola Cantorum Gedanensis (1978–2018).

## Osiągnięcia
Płyty Polskiego Chóru Kameralnego były 22 razy nominowane do nagrody „Fryderyk”, a pięciokrotnie ją zdobyły. Zespół jest również laureatem dwóch Orphee D’or − nagród przyznawanych przez francuską Academie du Disque Lyrique za najlepsze nagranie muzyki chóralnej. W 2001 zespół wystąpił w pierwszym na świecie wykonywanym na żywo koncercie internetowym.
Inne nagrody i odznaczenia:
- Grand Prix i tytuł „Najlepszy z najlepszych” na XI Międzynarodowym Konkursie Chóralnym „Jugend und Musik” w Wiedniu (1982)
- 6 głównych nagród na XIVemes Rencontres Internationales de Chant Choral w Tours: Grand Prix, Nagroda za najlepsze wykonanie muzyki współczesnej, Nagroda publiczności, I miejsce w kategorii chórów mieszanych, I miejsce za najlepsze wykonanie muzyki inspirowanej folklorem, II miejsce (1985)
- Grand Prix i Złoty Medal dla najlepszego zespołu kameralnego, Grand Prix i Złoty Medal dla najlepszego żeńskiego zespołu kameralnego, Srebrny Medal dla męskiego zespołu kameralnego na International Chamber Choral Contest w Takarazuka w Japonii (1986)
- I nagroda na Festiwalu Polskich Chórów Akademickich „Academia Cantat” w Bydgoszczy (1987)
- I miejsce, Prix de Jury XXIVes Recontres Chorales Internationales w Montreux (1988)
- Medal Stolema za promowanie kultury kaszubskiej i pomorskiej (1998)
- Medal Księcia Mściwoja II za wszechstronność i wysoki poziom wykonawstwa, zasługi w dziedzinie muzyki chóralnej, bogaty dorobek artystyczny i fonograficzny (1999)[1]
- nagrody „Fryderyka” w kategoriach: Album Roku Muzyka Współczesna i Najwybitniejsze Nagranie Muzyki Polskiej - za podwójną płytę CD z utworami Henryka Mikołaja Góreckiego, zarejestrowaną wspólnie z orkiestrą Sinfonia Varsovia (2003)
- Odznaka honorowa „Zasłużony dla Kultury Polskiej” (2008)
- nagroda „Fryderyka” w kategorii: Album Roku Muzyka Współczesna za płytę „Paweł Łukaszewski - Sacred Music” (2008)
- nagroda „Fryderyka” w kategorii: Najwybitniejsze Nagranie Muzyki Polskiej za „Marian Borkowski Choral Works” (2014)
- Nagroda Honorowa Gdańskiego Towarzystwa Przyjaciół Sztuki (2017)

Źródło:.